# Apple A18
Apple A18 и Apple A18 Pro (англ. A18 chip и англ. A18 Pro chip) — система на кристалле от корпорации Apple из серии Apple Ax, модель осени 2024 года. В состав системы входит 64-битный 6-ядерный ARM-микропроцессор. Разработан Apple и производится контрактным производителем TSMC по более усовершенствованному и эффективному 3-нанометровому техпроцессу.

## Описание
Основные блоки A18 Pro — это вычислительные и графические ядра. Сам чип содержит:
- Два вычислительных ядра высокой производительности (для сложных вычислительных задач);
- Четыре вычислительных ядра повышенной энергоэффективности (для повседневных дел);
- Шесть графических ядер Apple GPU — новый графический процессор с шейдерной архитектурой.
- Новый блок обработки изображений, который улучшает скорость работы камеры и обработку данных для кодирования видео.
- Быстрый и эффективный 16‑ядерный нейропроцессор Neural Engine для Apple Intelligence, способный выполнять 35 триллионов операций в секунду[1].

A18 Pro — это улучшенный вариант чипа Apple A17 Pro, и Apple заявляет, что в этом новом чипе применён самый быстрый мобильный центральный процессор для смартфонов, который на 15 % превосходит предшественника Apple A17 Pro, потребляя на 20 % меньше энергии. Что касается графического процессора, он получил архитектуру настольного класса и может превзойти своего предшественника на 20 %, а также выполнять трассировку лучей в два раза быстрее. Также в этих чипах почти на 20 % увеличена пропускная способность системной памяти — самый высокий показатель за всю историю iPhone.

## Применение
Устройства, использующие Apple A18:
- iPhone 16 и iPhone 16 Plus — с сентября 2024 года[4].
- iPhone 16e — с февраля 2025 года.

Устройства, использующие Apple A18 Pro:
- iPhone 16 Pro и iPhone 16 Pro Max — с сентября 2024 года[3].